# Yutz
Yutz är en kommun i departementet Moselle i regionen Grand Est (tidigare regionen Lorraine) i nordöstra Frankrike. Kommunen ligger i kantonen Yutz som tillhör arrondissementet Thionville-Est. År 2022 hade Yutz 17 497 invånare.

## Befolkningsutveckling
Antalet invånare i kommunen Yutz
| Referens: INSEE |